# NGC 924
NGC 924 est une galaxie lenticulaire située dans la constellation du Bélier. NGC 924 a été découverte par l'astronome germano-britannique William Herschel en 1785.

## Caractéristiques
Sa vitesse par rapport au fond diffus cosmologique est de 4 217 ± 18 km/s, ce qui correspond à une distance de Hubble de 62,2 ± 4,4 Mpc (∼203 millions d'al).
À ce jour, trois mesures non basées sur le décalage vers le rouge (redshift) donnent une distance de 58,800 ± 18,060 Mpc (∼192 millions d'al), ce qui est à l'intérieur des valeurs de la distance de Hubble.
Le professeur Seligman classe cette galaxie comme une spirale barrée, bien qu'aucun bras n'est visible dans l'image de l'étude SDSS. Le classement de galaxie lenticulaire semble mieux convenir.
NGC 924 présente une large raie HI.

## Groupe de NGC 976
NGC 924 fait partie du groupe de NGC 976. Ce groupe referme au moins 12 galaxies, dont 11 sont inscrites dans l'article de Garcia. Ce sont les galaxies IC 1797, IC 1801, NGC 924, NGC 930 (en réalité NGC 932), NGC 935, NGC 938, NGC 976, UGC 1965, UGC 2032, UGC 2064 et MCG 3-7-13. Quatre de ces 12 galaxies sont également inscrites dans un article d'Abraham Mahtessian paru en 1998. Il s'agit de NGC 924, NGC 930 (=NGC 932), NGC 935 et NGC 938. La 12e galaxie est NGC 992. En effet selon le même article de Mahtessian, NGC 976 et NGC 992 forment une paire de galaxies. Les données confirment ce fait et NGC 992 devrait donc être incluse dans le groupe de NGC 976.